# Journal of Catalysis
Journal of Catalysis is een internationaal, aan collegiale toetsing onderworpen wetenschappelijk tijdschrift over katalysatoren.
De naam wordt in literatuurverwijzingen meestal afgekort tot J. Catal.
Het wordt uitgegeven door Elsevier en verschijnt 14 keer per jaar.
Het eerste nummer verscheen in 1962.